# Lucanus victorius
Lucanus victorius is een keversoort uit de familie vliegende herten (Lucanidae). De wetenschappelijke naam van de soort is voor het eerst geldig gepubliceerd in 2002 door Zilioli.